# راز آقای رایس
راز آقای رایس (انگلیسی: Mr. Rice's Secret) یک فیلم درام کانادایی است که در سال ۱۹۹۸ ساخته و در سال ۲۰۰۰ منتشر شد. از بازیگران آن می‌توان به دیوید بویی اشاره کرد.
این فیلم در چهاردهمین جشنواره بین‌المللی فیلم‌های کودکان و نوجوانان اصفهان به نمایش درآمد و برندهٔ جایزهٔ «پروانه طلایی» شد.